# Wüstit
Wüstit-ul (FeO) este o formă minerală a oxidului de fier (II) găsit în meteoriți și fier nativ. E gri cu o strălucire verde în lumina reflectată. Are o duritate pe scara Mohs de 5,5.